# Miloslav Špinka
Miloslav Špinka (ur. 3 grudnia 1919 w Lžovicach, zm. 26 kwietnia 2009 w Pardubicach) – czechosłowacki żużlowiec, występujący również na długim torze i na lodzie.

## Życiorys

### Kariera sportowa
Pierwsze zawody odjechał w 1945 roku na stadionie Strahov. Po raz pierwszy w turnieju o Zlatą Přilbę wystartował w jego 10. edycji, w 1947 roku. Występował na motocyklu w klasie 600cm³, w którym dotarł do wielkiego finału rozgrywanego bez podziału na klasy. Zajął w nim 3. miejsce za rodakiem Hugo Rosákiem i Austriakiem Karlem Killmeyerem. W 1949 ze względu na problemy sprzętowe nie dotarł do finału. Po raz trzeci w turnieju brał udział w 1951 roku, występ ten dla Špinki zakończył się wypadkiem, spowodowanym ześlizgnięciem się opony z tylnego koła. W latach 1950 i 1956 był wicemistrzem indywidualnych mistrzostw Czechosłowacji na żużlu.
W 1956 roku powołany został do reprezentacji Czechosłowacji na żużlu w której występował do 1961. W 1959 roku był pierwszym zawodnikiem czechosłowackim który zwyciężył rundę eliminacyjną indywidualnych mistrzostw świata. W latach 1959 i 1961 awansował do półfinałów indywidualnych mistrzostw Europy w long tracku.
Startował także w wyścigach na lodzie, zwyciężył pierwsze powojenne zawody w Czechosłowacji, rozegrane w 1947 roku na Kamencovém jezere w Chomutovie. Był pionierem tej dyscypliny w kraju, wygrywając wszystkie zawody w tej odmianie sportu do 1956 roku. W końcu lat pięćdziesiątych promował ice speedway w Związku Radzieckim.
Po raz ostatni wystąpił w zawodach żużlowych w wieku 51 lat, na torze w Mariańskich Łaźniach.

### Życie prywatne
Miloslav Špinka urodził się 3 grudnia 1919 we wsi Lžovice, będącej obecnie częścią miasta Týnec nad Labem. Naukę w szkole rozpoczął w Týncu, jednak niedługo potem wraz z rodzicami i starszą o rok siostrą Martą, przeprowadził się do Mikulovic. Dzięki rozgrywanemu od 1929 roku w pobliskich Pardubicach turniejowi o Zlatą Přilbę zainteresował się sportami motorowymi. W wieku 15 lat rozpoczął praktykę zawodową w warsztacie pojazdów samochodowych, w którym uzyskał świadectwo zawodowe ślusarza. Warsztat oferował też możliwość wypożyczania motocykla marki DKW, z czego Miloslav korzystał, jednak rozpoczęcie kariery motocyklisty przerwał wybuch II wojny światowej. Špinka pracował wówczas w przedsiębiorstwie zajmujących się instalacją pojazdów na gaz drzewny oraz w zastępstwie wyścigów motocyklowych brał udział w zawodach kolarskich. Po wojnie prowadził firmę przewozową, aż do 1948 roku, kiedy w Czechosłowacji znacjonalizowano handel i usługi. Wstąpił wówczas jako kierowca do pardubickiego przedsiębiorstwa robót ziemnych, w którym pracował do emerytury.
W 1943 roku został mężem Hany (z domu Semínková), w tym samym roku urodził się ich pierworodny syn, również Miloslav, który zmarł po dwóch miesiącach. Z żoną doczekali się jeszcze trójki dzieci: córek Hany i Radki oraz syna Milana, z którym wspólnie występował w zawodach w ostatnich latach kariery. Żużlowcem był także jego siostrzeniec Evžen Erban.
Zmarł w Pardubicach w wieku 89 lat.

## Osiągnięcia

### Indywidualne mistrzostwa Czechosłowacji na żużlu
- 1949: 4. miejsce
- 1950: 2. miejsce
- 1954: 3. miejsce
- 1955: 6. miejsce
- 1956: 2. miejsce
- 1957: 4. miejsce
- 1958: 5. miejsce
- 1959: 7. miejsce
- 1960: 8. miejsce
- 1961: 4. miejsce
- 1962: 10. miejsce
- 1963: 11. miejsce
- 1964: 13. miejsce

### Zlatá Přilba
- 1949: 3. miejsce